# Frauengeschichte
Frauengeschichte ist ein Teilbereich der Geschichtswissenschaften und der Geschlechterforschung und hat die Erforschung des Wirkens der Frauen in der Geschichte zum Ziel. Insbesondere im englischen Sprachraum wird sie auch Herstory genannt. Dabei handelt es sich um ein Wortspiel, in dem der Wortbestandteil his, der zufällig genauso lautet wie das maskuline englische Possessivpronomen his („sein(e)“), durch hers („ihrs“, „ihre“) ersetzt wird.

## Entwicklung des Fachgebiets
Der Forschungsbereich entstand (von Pionierinnen wie der englischen Mary Ritter Beard abgesehen) wie andere Bereiche der Frauenforschung in den 1970er Jahren als Folge der erstarkenden zweiten Frauenbewegung zunächst in den USA als Women’s History, nachdem dort festgestellt wurde, dass Frauen als Gruppe, aber auch als Einzelpersonen in der traditionellen Geschichtsschreibung kaum vorkamen.
Die im dritten Reich aus Österreich nach Amerika geflohene österreichische jüdische Historikerin Gerda Lerner erhielt aus der amerikanischen Geschichte (Sklaven, Rassismus, Grimké-Sisters) ihre Impulse, Frauenforschung zu betreiben. Für den Beginn der amerikanischen Frauenbewegung nannte sie die Zeit um etwa 1850. Sie gründete 1972 in Amerika am Sarah Lawrence College das erste Institut, an dem „Frauengeschichte für Graduierte“ studiert werden konnte. 1990 richtete sie ein Studienprogramm am Wisconsin International University College ein, wo über Frauengeschichte promoviert werden kann. Über Mary Beard hielt sie Seminare und veröffentlichte ein Buch mit Dokumenten über sie.
Im Zuge der Neuen Frauenbewegung nahmen sich vielfach auch Frauen ohne historische Ausbildung der Erforschung einer eigenen Geschichte an. Insbesondere in der Lesbenbewegung wurde so Grundlagenforschung betrieben, z. B. im deutschsprachigen Raum durch Ilse Kokula. Solche Initiativen führten auch zur Entstehung von Archiven wie den Lesbian Herstory Archives, dem Spinnboden oder des FFBIZ.
Mit dem Kirchenhistoriker Werner Affeldt (1928–2019) forschte der Medizinhistoriker Gerhard Baader ab 1984 interdisziplinär zur Geschichte von Frauen in Antike und Mittelalter im neuen Forschungsgebiet der Frauen- und Geschlechtergeschichte.
Den ersten Lehrstuhl in Deutschland für Historische Frauenforschung erhielt 1986 Annette Kuhn in Bonn. Seit den 1980er Jahren wurde das Verhältnis der Frauengeschichte zu einer noch umfassenderen Geschlechtergeschichte diskutiert. Die Frauengeschichte wurde so auch zur Voraussetzung einer kritischen Geschichtswissenschaft. In den Niederlanden existiert das Aletta-Institut für Frauengeschichte, in Deutschland gibt es fünf Regionalverbände des Arbeitskreises historische Frauen- und Geschlechterforschung mit Hauptsitz in Hamburg.
1993 führte Regina Wecker, Professorin an der Universität Basel und Präsidentin der Schweizerischen Gesellschaft für Geschichte, das Fach Geschlechter- und Frauengeschichte auf der institutionellen Ebene in der Schweiz ein.
Im Juli 2016 startete das Projekt Digitales Deutsches Frauenarchiv. Das Portal ist seit September 2018 online und ermöglicht durch digitalisierte historische Materialien Einblick in Frauengeschichte. Seit Januar 2020 wird das Projekt durch den Bund gefördert.
Die Forschungsergebnisse der Frauengeschichte haben – wie auch andere Teilbereiche der Geschichtsforschung (Alltagsgeschichte, Sozialgeschichte) – bisher nur beschränkt Eingang in den in Schulen gehaltenen Geschichtsunterricht gefunden.

## Untersuchungsgegenstand
Frauengeschichtsforschung befasst sich mit den Leistungen einzelner Frauen, mit der Stellung der Frauen in verschiedenen historischen Gesellschaften oder Lebensbereichen sowie mit dem Verhältnis der Geschlechter zueinander. Themen sind beispielsweise:
- Erforschung des weiblichen Anteils an bestimmten akademischen Disziplinen (Wissenschaft allgemein oder speziell etwa in Informatik, Philosophie)
- Erforschung des weiblichen Anteils an speziellen kulturellen oder gesellschaftlichen Bereichen (Musik, Kunst, Militär (speziell in Guerillabewegungen) oder Politik)
- Frauen in der Frühgeschichte und Antike, etwa bezüglich vermuteter frühgeschichtlicher Matriarchate, Frauen im Alten Rom, Stellung der Frau im Alten Ägypten, Frauen im alten China
- Frauen im Mittelalter, etwa Kurtisanenwesen, Frauenmystik
- Frauen in der frühen Neuzeit und Renaissance, etwa Hexenverfolgung, Querelle des femmes, Frauenliteratur
- Frauen in der jüngeren Geschichte und Gegenwart, etwa Frauen im Nationalsozialismus oder Frauen im deutschen Rechtsextremismus, Frauen in der Résistance, Frauen in der Volksrepublik China, Frauen in der Automobilgeschichte
- die Geschlechtergeschichte und historische Geschlechterrollen
- die Geschichte der Frauenbewegung, der Frauenrechte und des Feminismus